# Oleksij Bytsjenko
Oleksij Joerijovytsj Bytsjenko (Hebreeuws: אולקסי ביצ'נקו, Oekraïens: Олексій Юрійович Биченко; Kiev, 5 februari 1988) is een Oekraïens-Israëlisch kunstschaatser. De in Oekraïne geboren Bytsjenko komt vanaf 2010 uit voor Israël. Hij nam twee keer deel aan de Olympische Winterspelen: Sotsji 2014 en Pyeongchang 2018. Als eerste Israëlische kunstschaatser won hij een EK-medaille.

## Biografie
Bytsjenko begon in 1993, op aanraden van zijn moeder en opa, met kunstschaatsen. Na jaren in Oekraïne te hebben getraind, en daar ook zijn opleiding te hebben afgerond, besloot hij in 2010 om voortaan voor een ander land uit te komen. Vanwege de Joodse komaf van zijn moeder koos hij voor Israël. Hij verkreeg een Israëlisch paspoort en zijn toenmalige coach Galina Koechar wist Boris Chait, de voorzitter van de Israëlische kunstschaatsbond, ervan te overtuigen dat hij een kans moest krijgen.
Vervolgens ging Bytsjenko trainen in Hackensack, Verenigde Staten. Na jaren onvoldoende aandacht te hebben gekregen in Oekraïne, werd hij gekoesterd in Israël. Voor zijn nieuwe vaderland werd hij wel afgevaardigd naar internationale toernooien. Zo nam hij negen keer deel aan zowel de Europese- als de wereldkampioenschappen. Bytsjenko's beste prestatie was de vierde plek op de WK 2018. Op de EK was hij twee keer vijfde en een keer vierde. Als eerste Israëlische kunstschaatser won hij in 2016 een EK-medaille (zilver).
Twee keer ging hij naar de Olympische Winterspelen, in Sotsji (2014) en in Pyeongchang (2018). Bij de laatste Spelen was hij vlaggendrager voor Israël. Beide keren viel hij echter met respectievelijk de 21e en 11e plek niet in in de prijzen.

## Persoonlijke records
Behaald tijdens ISU wedstrijden. 
|                     | punten | datum      | toernooi         |
| ------------------- | ------ | ---------- | ---------------- |
| Hoogste totaalscore | 220.50 | 26-01-2019 | EK               |
| Hoogste korte kür   | 084.19 | 24-01-2019 | EK               |
| Hoogste vrije kür   | 144.24 | 27-09-2019 | Nebelhorn Trophy |

## Belangrijke resultaten
Bytsjenko kwam tot 2010 uit voor Oekraïne, daarna voor Israël.
| Kampioenschap                                                                   | 02/03 | 03/04 | 04/05 |  | 06/07  | 07/08  | 08/09  | 09/10 |     | 11/12 | 12/13 | 13/14  | 14/15  | 15/16 | 16/17         | 17/18  | 18/19 | 19/20 | 20/21 |
| ------------------------------------------------------------------------------- | ----- | ----- | ----- |  | ------ | ------ | ------ | ----- | --- | ----- | ----- | ------ | ------ | ----- | ------------- | ------ | ----- | ----- | ----- |
| Olympische Spelen                                                               |       |       |       |  |        |        |        |       |     |       | 21e   |        |        |       | 11e 8e (team) |        |       |       |       |
| Wereldkampioenschap                                                             |       |       |       |  |        |        |        |       | 29e | 31e   | 15e   | 17e    | 13e    | 10e   | 4e            | 22e    | *     | 24e   |       |
| Europees kampioenschap                                                          |       |       |       |  |        |        |        |       | 22e | 14e   | 10e   | 4e     | Zilver | 5e    | 5e            | 9e     | 12e   | *     |       |
| Nationaal kampioenschap                                                         | 4e    | 4e    | 7e    |  | Zilver | Zilver | t.z.t. | Brons |     |       |       | Zilver | Goud   | Goud  | Goud          | Zilver | Brons |       |       |
| t.z.t. = trok zich terug / * WK afgelast naar aanleiding van de coronapandemie. |       |       |       |  |        |        |        |       |     |       |       |        |        |       |               |        |       |       |       |